# Komunikacja miejska w Legnicy
Komunikacja miejska w Legnicy funkcjonuje od 1898 r. Po Legnicy kursowały: tramwaje elektryczne (do 1968 r.), trolejbusy (w latach 1943–1945 oraz 1949-1956) oraz autobusy, które od 1968 roku są jedynym środkiem transportu miejskiego
.

## Rys historyczny
Publiczny transport zbiorowy w Legnicy przed II wojną światową obsługiwała publiczno-prywatna spółka magistratu z dostawcą energii elektrycznej. Po II wojnie światowej na bazie przedwojennego przedsiębiorstwa utworzono komunalne przedsiębiorstwo komunikacyjne. W czasach województwa legnickiego organizacją i prowadzeniem komunikacji miejskiej w regionie zajmowało się Wojewódzkie Przedsiębiorstwo Komunikacyjne w Legnicy. Na skutek transformacji gospodarczej i utworzenia samorządów gminnych przedsiębiorstwo podzielono, a legnicka część została przekształcona w Miejskie Przedsiębiorstwo Komunikacyjne w Legnicy.

## Organizacja
Organizatorem publicznego transportu zbiorowego w Legnicy i gminach, które zawarły z Legnicą porozumienie administracyjne w sprawie wspólnej organizacji transportu, jest Urząd Miasta Legnicy. Operatorem sieci komunikacyjnej organizowanej przez miasto jest Miejskie Przedsiębiorstwo Komunikacyjne.
Umowa o świadczenie usług w zakresie publicznego transportu zbiorowego pomiędzy operatorem a organizatorem została zawarta w trybie bezpośrednim dotyczącym podmiotu wewnętrznego gminy i obowiązuje do 31 grudnia 2027 roku. Realizacja opiera się na podstawie wykonanego i zatwierdzonego przez operatora określonego układu komunikacyjnego, rozkładów jazdy oraz okresów ich obowiązywania. Umowa zobowiązuje operatora do właściwego doboru pojazdów do frekwencji pasażerów na liniach. Umowa określa warunki wykorzystania taboru na danych liniach, wymagane wyposażenie autobusów oraz wykaz pojazdów przeznaczonych do realizacji umowy. Kontrakt nie reguluje wymagań dotyczących wieku pojazdów. Umowa pozwala operatorowi na świadczenie przewozów z podwykonawstwem nieprzekraczających w ujęciu rocznym 10% kosztów rocznych przewozów.
Roczny wymiar usług przewozowych na terenie miasta Legnicy i gmin, z którymi zostały podpisane porozumienia, według umowy wynosi 3 279 972 wozokilometrów rocznie i według zapisów umowy wielkość może być modyfikowana o 10% w stosunku do planowanej pracy eksploatacyjnej.
Obowiązujący „plan transportowy” Legnicy, określający m.in. sieć komunikacyjną przewidzianą do obsługi oraz ocenę i prognozę potrzeb przewozowych został przygotowany w latach 2012–2014 przez spółkę konsultingową „Trako” na zlecenie organizatora transportu i został przedłożony radzie miejskiej jako prezydencki projekt uchwały rady miejskiej. Pierwszą wersję planu uchwalono na początku 2014 roku . Plan był aktualizowany w roku 2017 .
Według raportu Najwyższej Izby Kontroli z roku 2016, „plan transportowy” dla Legnicy nie ma określonego terminu realizacji ani terminów wykonania, co – według kontrolerów – może utrudniać jego realizację.

## Trasy

### Sieć komunikacyjna
Obsługiwaną sieć transportową określają „plan transportowy”  oraz międzygminne porozumienia administracyjne, zawierane w sprawie wspólnej organizacji transportu.
Układ linii komunikacyjnych oraz rozkłady jazdy były kompleksowo modyfikowane 1 maja 2018 r.
Według stanu na rok 2025, komunikacja miejska Legnicy obejmuje 24 linii autobusowych, które kursują codziennie:
- 2 linie główne (para linii 15 i 16) – częstotliwość w godzinach szczytu w dni robocze co 10 minut,
- 4 linie podstawowe (linie 3, 5, 8, 24) – częstotliwość w godzinach szczytu w dni robocze co 15 minut,
- 4 linie uzupełniające (linie 2, 6, 18, 23) – częstotliwość całodzienna co 30 minut,
- 12 linii dodatkowych (pozostałe linie) – kursowanie nieregularne, dopasowane np. do godzin zakładów pracy, pojedyncze kursy w ciągu dnia[7] .

### Przebieg linii
| Oznaczenie linii | Kategoria linii wg planu transportowego | Przebieg linii (ulicami) |
| ---------------- | --------------------------------------- | --- |
| 1                | dodatkowa                               | Huta Miedzi – Złotoryjska – Lotnicza – Marynarska – Chojnowska – Piastowska – Pocztowa – Czarnieckiego – Wrocławska – Spokojna – Pątnowska i odwrotnie - wybrane kursy przedłużone do miejscowości Szczytniki nad Kaczawą przez Pątnów Legnicki i Bieniowice; - wybrane kursy skrócone do pętli Ceglana |
| 2                | uzupełniająca                           | Śląska – Sikorskiego – Wrocławska – Czarnieckiego – Pocztowa – Głogowska – (powrót ulicą Słubicką) – Bydgoska – Szczytnicka - wariantowe kursy skierowane do pętli przy ulicy Piątnickiej - wariantowe kursy do pętli przy ciepłowni WPEC po trasie do przystanku Bydgoska-Szczytnicka lub po trasie do pętli Piątnicka' - kursy zjazdowe po trasie linii do przystanku Pocztowa-PKS/Głogowska-Prusa, dalej do zajezdni po trasie Piastowska – Chojnowska – Domejki z obsługą przystanków znajdujących się na trasie. - Kursy dojazdowe po trasie odwrotnej do trasy zjazdowej. - wariantowe kursy z dodatkową obsługą przystanków przy ulicy Poznańskiej |
| 3                | podstawowa                              | Iwaszkiewicza – Sikorskiego – Śląska – Sudecka – aleja Piłsudskiego – Żołnierzy II Armii Wojska Polskiego – Witelona – Skarbka – Jaworzyńska – LSSE - wariantowe kursy skierowane do pętli Nowodworska-LPWiK po trasie do przystanku Jaworzyńska-Ob. Zachodnia lub z dodatkowym wjazdem na tę petlę. |
| 4                | dodatkowa                               | Poznańska – Słubicka (powrót ul. Głogowską) – Głogowska – Dworcowa – Piastowska – Chojnowska – Szewczenki – Lotnicza – Złotoryjska – Muzealna – Jaworzyńska – LSSE - kursy zjazdowe po trasie linii do przystanku Chojnowska-Hutników, dalej do zajezdni po trasie Chojnowska – Domejki z obsługą przystanków znajdujących się na trasie. Kursy dojazdowe po trasie odwrotnej do trasy zjazdowej. |
| 5                | podstawowa                              | Domejki – Chojnowska – Działkowa – Senatorska – Piastowska – Pocztowa – Libana – Wrocławska – aleja Rzeczypospolitej – Lotnisko – Schumana – Nowodworska - kursy wariantowe z dodatkowym wjazdem z obsługą przystanków przy ulicy Myrka. - niektóre kursy skrócone do przystanku Schumana AUCHAN |
| 6                | uzupełniająca                           | Schumana – aleja Rzeczypospolitej – Bielańska – aleja 100-lecia Odzyskania Niepodległości – Grabskiego – Wojska Polskiego – Kościuszki (powrót ul. Wojska Polskiego) – Skarbka – Witelona – Wrocławska – aleja Piłsudskiego – Sikorskiego – Iwaszkiewicza |
| 8                | podstawowa                              | Iwaszkiewicza – Sudecka – aleja Piłsudskiego – Żołnierzy II Armii Wojska Polskiego – Libana – Pocztowa – Głogowska – (powrót ulicą Słubicką-Głogowską) – Poznańska - kursy zjazdowe po trasie linii do przystanku Pocztowa-PKS/Głogowska-Prusa, dalej do zajezdni po trasie Piastowska – Chojnowska – Domejki z obsługą przystanków znajdujących się na trasie. Kursy dojazdowe po trasie odwrotnej do trasy zjazdowej. - wariantowe kursy wydłużone do Miłogostowic przez Rzeszotary i Dobrzejów |
| 9                | dodatkowa                               | Dworcowa - Witelona - Skarbka - Jaworzyńska - Gniewomierska - Gniewomierz - Legnickie Pole - Księginice - Koskowice - Kłębanowice - Taczalin - Księginice - Legnickie Pole - Gniewomierz - Dworcowa |
| 10               | dodatkowa                               | Dworcowa – Czarnieckiego – Wrocławska – Kunice – Spalona – Golanka Górna – Golanka Dolna – Prochowice - wariantowe kursy wydłużone z Prochowic do Gromadzynia przez Mierzowice. |
| 15               | główna                                  | Huta Miedzi – Złotoryjska – Skarbka – Wrocławska – aleja Piłsudskiego – Iwaszkiewicza - wariantowe kursy z dodatkową obsługą przystanku Grabskiego-ZUS - wariantowe kursy skrócone do przystanku Złotoryjska-Ceglana. ***kursy zjazdowe po trasie linii do przystanku Złotoryjska-Pl. Łużycki po trasie Złotoryjska – Marynarska – Chojnowska – Domejki z obsługą przystanków znajdujących się na trasie. |
| 16               | główna                                  | Asnyka – Złotoryjska – Skarbka – Wrocławska – aleja Piłsudskiego – Iwaszkiewicza - kursy dojazdowe do przystanku Asnyka-Złotoryjska po trasie Domejki – Chojnowska – Marynarska – Asnyka z obsługą przystanków po trasie. |
| 18               | uzupełniająca                           | Iwaszkiewicza – Sikorskiego – aleja Piłsudskiego – aleja Rzeczypospolitej – Schumana – Nowodworska – Jaworzyńska – LSSE - wariantowe kursy skrócone do przystanku Jaworzyńska-Osiedle Sienkiewicza |
| 20               | dodatkowa                               | Dworcowa - Witelona - Skarbka - Jaworzyńska - Nowa Wieś Legnicka - Raczkowa - Biskupice - Czarnków - Lubień - Ogonowice - Mikołajowice - Księginice - Legnickie Pole - Biskupice - Raczkowa - Nowa Wieś Legnicka - Dworcowa |
| 23               | uzupełniająca                           | Domejki – Rolnicza – Działkowa – Chojnowska – Marynarska – Asnyka – Złotoryjska – Dziennikarska – Piastowska – Pocztowa – Czarnieckiego – Moniuszki – aleja Piłsudskiego – Sikorskiego – Iwaszkiewicza - wariantowe kursy wydłużone do Grzybian przez Ziemnice / do Piotrówka przez Ziemnice, Grzybiany i Rosochatą / do Rosochatej przez Ziemnice i Grzybiany / do Jaśkowic Legnickich przez Ziemnice, Grzybiany i Rosochatą. |
| 24               | podstawowa                              | Domejki – Chojnowska – Działkowa – Senatorska – Jagiellońska – Dziennikarska – Skarbka – Libana – Czarnieckiego – Wrocławska – Sikorskiego – IWASZKIEWICZA – aleja Piłsudskiego – Sikorskiego – Wrocławska – Czarnieckiego – Witelona – Skarbka – Muzealna – Chojnowska – Jagiellońska – Senatorska – Działkowa – Chojnowska – Domejki |
| 25               | dodatkowa                               | Iwaszkiewicza - Piłsudskiego - Sikorskiego - Sudecka - PTTK - Okrężna - Bielańska - 100-lecia Odzyskania Niepodległości - Grabskiego - Huta Miedzi |
| 26               | dodatkowa                               | Domejki – Chojnowska – Działkowa – Senatorska – Piastowska – Pocztowa – Witelona – Skarbka – Jaworzyńska – Gniewomierska – LSSE Legnickie Pole |
| 27               | dodatkowa                               | Domejki – Lipce – Ulesie |
| 28               | dodatkowa                               | Poznańska – Słubicka (powrót ul. Głogowską) – Głogowska – Pocztowa – Czarnieckiego – Wrocławska – Sikorskiego – Iwaszkiewicza – aleja Piłsudskiego – Śląska – Sudecka – aleja Piłsudskiego – aleja Rzeczypospolitej – Zamiejska – Nowodworska – Jaworzyńska – Gniewomierska – LSSE Legnickie Pole |
| 29               | dodatkowa                               | Domejki – Chojnowska – Szewczenki – Lotnicza – Marynarska – Asnyka – Złotoryjska – Wojska Polskiego (powrót ulicą Muzealną) – Jaworzyńska – aleja 100-lecia Odzyskania Niepodległości – aleja Rzeczypospolitej – Zamiejska – Nowodworska – Jaworzyńska – Gniewomierska – LSSE Legnickie Pole |
| 38               | dodatkowa                               | Iwaszkiewicza - Piłsudskiego - Sikorskiego - Sudecka - PTTK - Karlińskiego - Piskozuba - Samolotowa - Gniewomierska - Nowa Wieś Legnicka - LSSE Legnickie Pole |
| C                | dodatkowa                               | Domejki – Cmentarz Jaszków |
| N1               | nocna                                   | Domejki – Chojnowska – Piastowska – Dworcowa – Czarnieckiego – Wrocławska – Sikorskiego – Iwaszkiewicza – Piłsudskiego – Śląska – Sudecka – aleja Piłsudskiego – Moniuszki – Czarnieckiego – Dworzec PKP – Piastowska – Chojnowska – Domejki |
| N2               | nocna                                   | Domejki MPK – Chojnowska – Marynarska – Asnyka – Złotoryjska – Jaworzyńska – Nowodworska – Zamiejska – aleja Rzeczypospolitej – Piłsudskiego – Sudecka – Sikorskiego – Wrocławska – Czarnieckiego – Dworcowa – Witelona – Skarbka – Jaworzyńska – Złotoryjska – Chojnowska – Domejki |

Linie dzienne komunikacji miejskiej pokrywają obszar Legnicy oraz 37 miejscowości powiatu ziemskiego . Linie autobusowe w Legnicy łączą Stare Miasto oraz osiedla na jego obrzeżach z największymi generatorami ruchu: pracodawcami (Legnicka Specjalna Strefa Ekonomiczna, Huta Miedzi Legnica, zakłady w północnej części miasta), obiektami handlowymi (Galeria Piastów i dawne lotnisko – Strefa Aktywności Gospodarczej z hipermarketami) oraz Wojewódzkim Szpitalem Specjalistycznym .
Komunikacja nocna w Legnicy obejmuje dwie linie okólne obejmujące większą część miasta o częstotliwości kursowania co ok. 40–60 minut .

## Pojazdy
Miejskie Przedsiębiorstwo Komunikacyjne w II połowie 2018 roku posiadało 64 autobusy, przy czym na ulice kierowało od 24 (w święta) do maksymalnie 49 autobusów dziennie (dni robocze szkolne). Pojazdy MPK są użyczone operatorowi przez gminę (16%), dzierżawione w formie leasingu (23%) lub stanowią własność spółki (61%).
Do obsługi zadań zlecanych przez Urząd Miasta Legnicy wg stanu na listopad 2018 r. operator wykorzystywał przeciętnie:
- 2 autobusy klasy MINI,
- 10 autobusów klasy MIDI,
- 23 autobusy klasy MAXI,
- 13 autobusów klasy MEGA 15
- 1 autobus klasy MEGA 18[3].

## Popularność
Według danych z 2016 roku komunikacją miejską odbywało się 25,86% wszystkich podróży (innych niż piesze) w obrębie miasta .